# Anguilla Football Association
Die Anguilla Football Association ist der im Jahr 1990 gegründete Fußballverband von Anguilla. Der Verband organisiert die Spiele der Nationalmannschaft und ist seit 1994 Mitglied im Kontinentalverband CONCACAF sowie seit 1996 Mitglied im Weltverband FIFA. Zudem richtet der Verband die höchste nationale Spielklasse AFA League aus.

## Erfolge
- Fußball-Weltmeisterschaft

Teilnahmen: Keine
- CONCACAF Gold Cup

Teilnahmen: Keine